# Rose Bud
Rose Bud è un comune degli Stati Uniti d'America, situato in Arkansas, nella contea di White.